# 東郷氏 (原田氏)
東郷氏（とうごうし）は、日本の氏族の一つ。平安時代から南北朝時代にかけて伯耆国河村郡一帯に勢力を持っていた一族。

## 経歴
東郷氏は元々、筑前原田氏の一族であり10世紀から11世紀中頃にかけて、原田種頼が筑前より「伯州河村東郡司」として入国した。主に河村郡の東郷池周辺で勢力を拡大、当時の水上交通の要所であった東郷池の権益を押さえた東郷氏は種頼から数えて5代目の家平の頃になると在地名・東郷を姓に名乗るまでに成長した。この前後、東郷氏は源平合戦（治承・寿永の乱）も絡んで河村郡以西への進出を試みたが、治承3年（1179年）2月のツホカミ山の戦いで小鴨氏らに敗れ、西への進出は見られなくなった。鎌倉時代に入ると北条氏との結びつきを強め、松尾社領東郷荘の地頭に任じられた。（これに対して松尾社の荘官であるとの説も存在する）正嘉2年（1258年）には松尾社との対立から下地中分を行い、教科書などで有名な「伯耆国河村郡東郷庄下地中分絵図」を作成した。しかし、元弘3年（1333年）に鎌倉幕府が滅亡し、頼りにしていた北条氏の勢力が伯耆からも駆逐されると急速に勢力を衰退させていった。南条氏の入部により東郷池周辺から追われた東郷氏は河村郡南部の三朝・竹田谷にその基盤を移したが、その地もまもなくして南条氏の勢力下に置かれたため、一族は各地に移住した。一部の者は吉川氏に仕え、現在に至っている。なお、東郷姓を名乗る家系は家平から数えて10代ほどで途絶えている。